# Panulirus (crustacé)
Genre
Panulirus est un genre de langoustes de la famille des Palinuridae.

## Liste des espèces
| Selon ITIS (10 avril 2014) : - Panulirus argus (Latreille, 1804) — langouste blanche - Panulirus cygnus George, 1962 - Panulirus echinatus Smith, 1869 - Panulirus femoristriga Von Martens, 1872 — langouste à pattes rayées - Panulirus gracilis Streets, 1871 - Panulirus guttatus (Latreille, 1804) — langouste brésilienne - Panulirus homarus (Linnaeus, 1758) — langouste de Bourail - Panulirus inflatus (Bouvier, 1895) - Panulirus interruptus (J. W. Randall, 1840) - Panulirus japonicus (Von Siebold, 1824) - Panulirus laevicauda (Latreille, 1817) - Panulirus longipes (A. Milne-Edwards, 1868) — langouste mouchetée - Panulirus marginatus (Quoy and Gaimard, 1825) - Panulirus ornatus (Fabricius, 1798) — langouste porcelaine - Panulirus pascuensis Reed, 1954 - Panulirus penicillatus (Olivier, 1791) — langouste fourchette - Panulirus polyphagus (Herbst, 1793) - Panulirus regius De Brito Capello, 1864 — langouste royale - Panulirus stimpsoni Holthuis, 1963 - Panulirus versicolor (Latreille, 1804) — langouste peinte | Selon World Register of Marine Species (10 avril 2014) : - Panulirus argus (Latreille, 1804) - Panulirus brunneiflagellum Sekiguchi & George, 2005 - Panulirus cygnus George, 1962 - Panulirus echinatus Smith, 1869 - Panulirus femoristriga (von Martens, 1872) - Panulirus gracilis Streets, 1871 - Panulirus guttatus (Latreille, 1804) - Panulirus homarus (Linnaeus, 1758) - Panulirus inflatus (Bouvier, 1895) - Panulirus interruptus (Randall, 1840) - Panulirus japonicus (von Siebold, 1824) - Panulirus laevicauda (Latreille, 1817) - Panulirus longipes (A. Milne Edwards, 1868) - Panulirus marginatus (Quoy & Gaimard, 1825) - Panulirus ornatus (Fabricius, 1798) - Panulirus pascuensis Reed, 1954 - Panulirus penicillatus (Olivier, 1791) - Panulirus polyphagus (Herbst, 1793) - Panulirus regius De Brito Capello, 1864 - Panulirus stimpsoni Holthuis, 1963 - Panulirus versicolor (Latreille, 1804) |

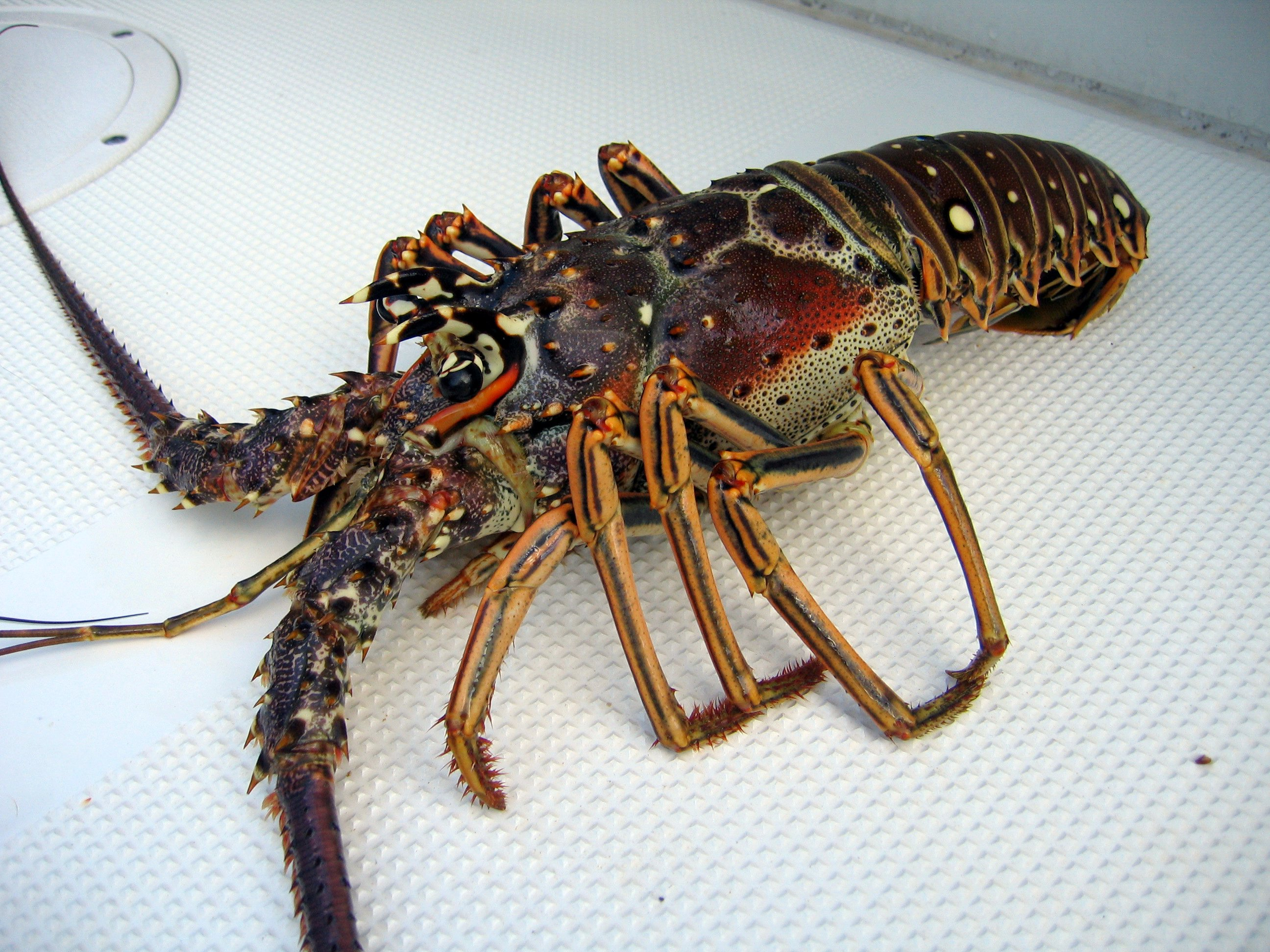
Panulirus argus
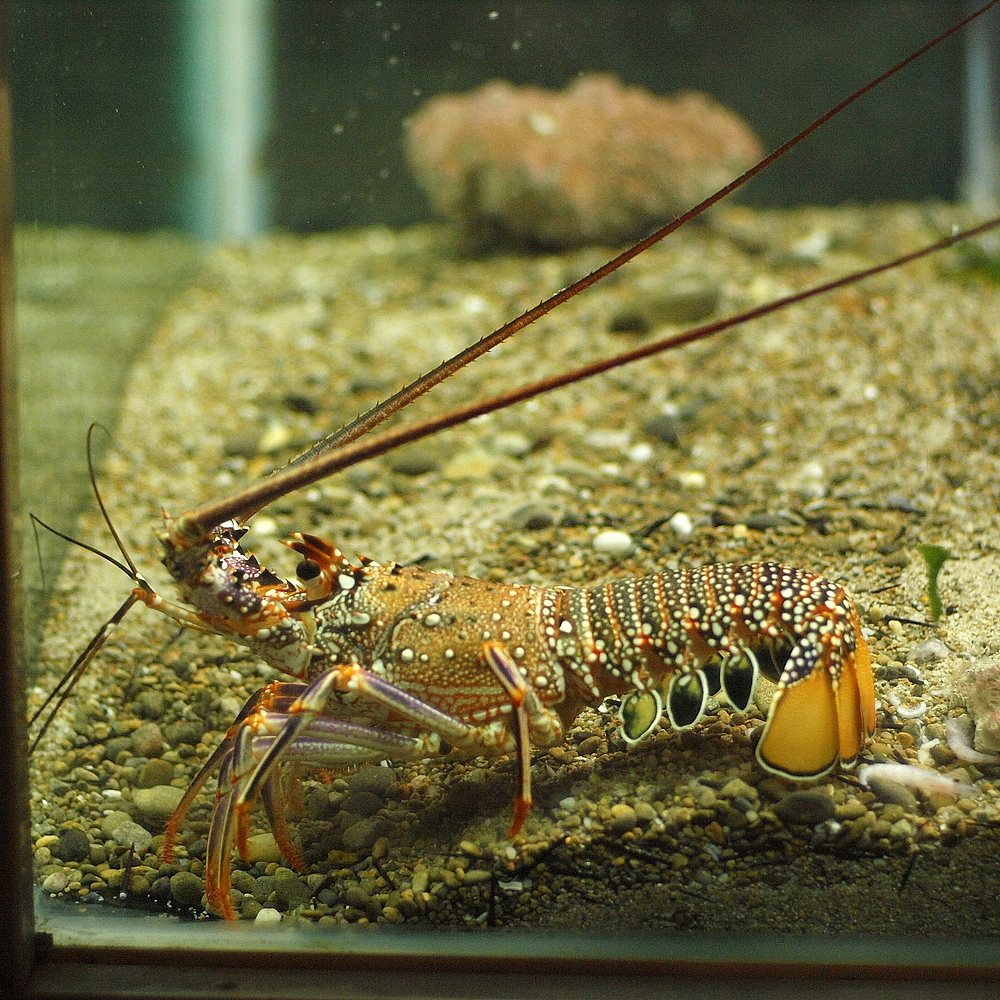
Panulirus brunneiflagellum
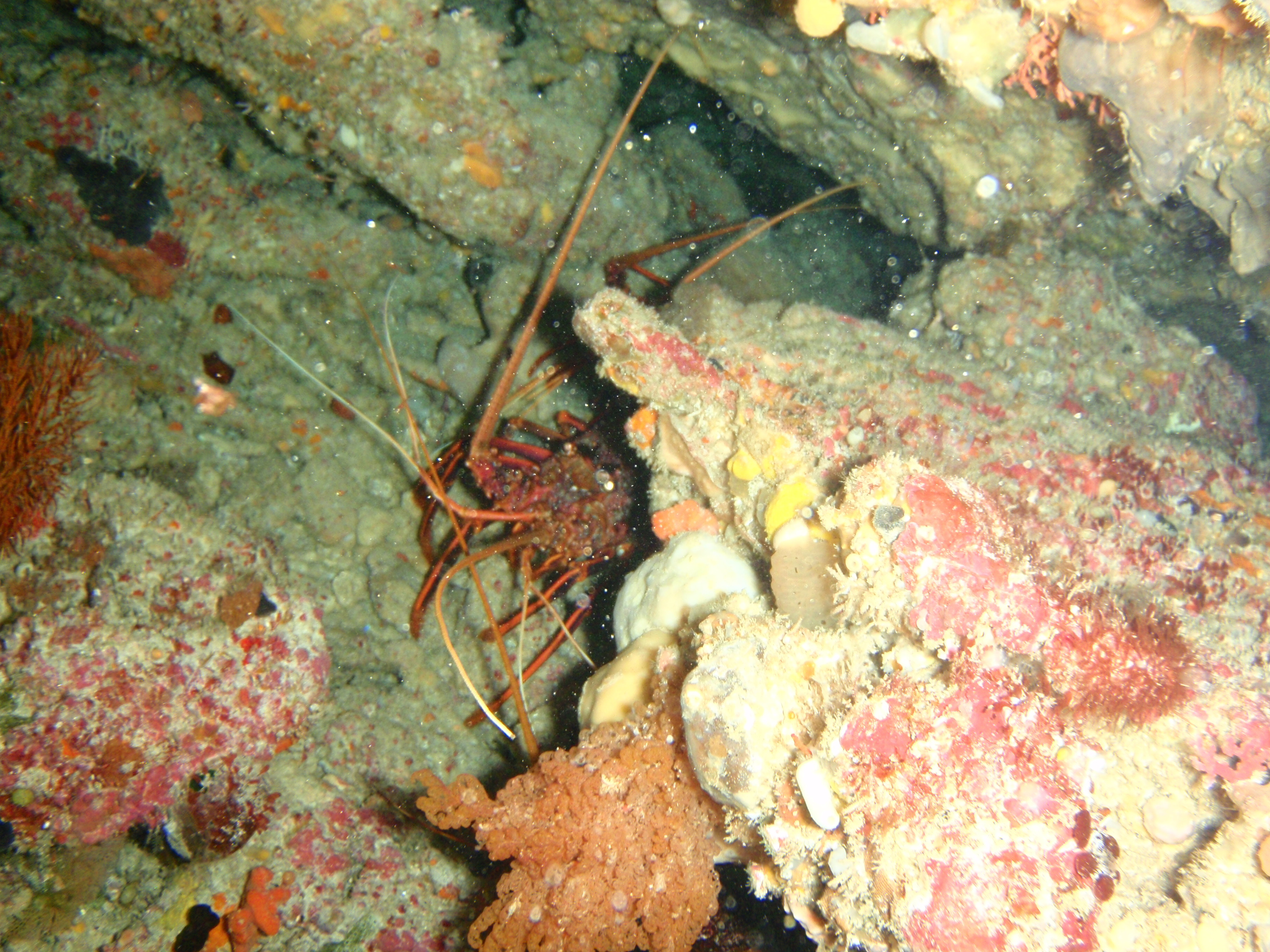
Panulirus cygnus
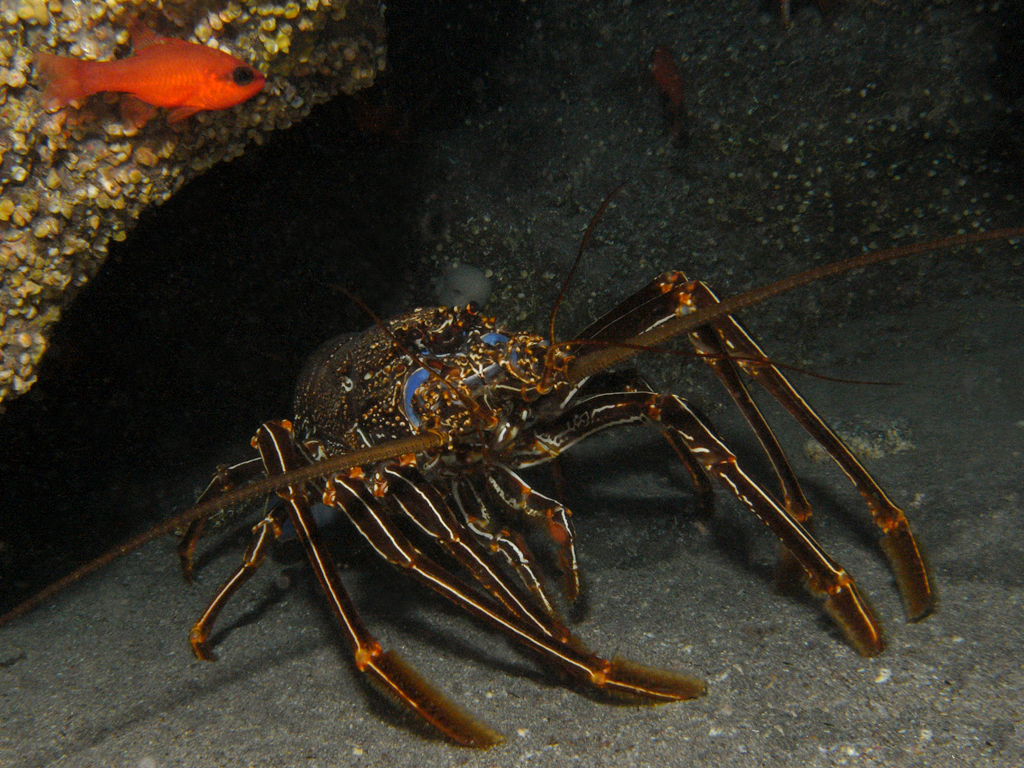
Panulirus echinatus
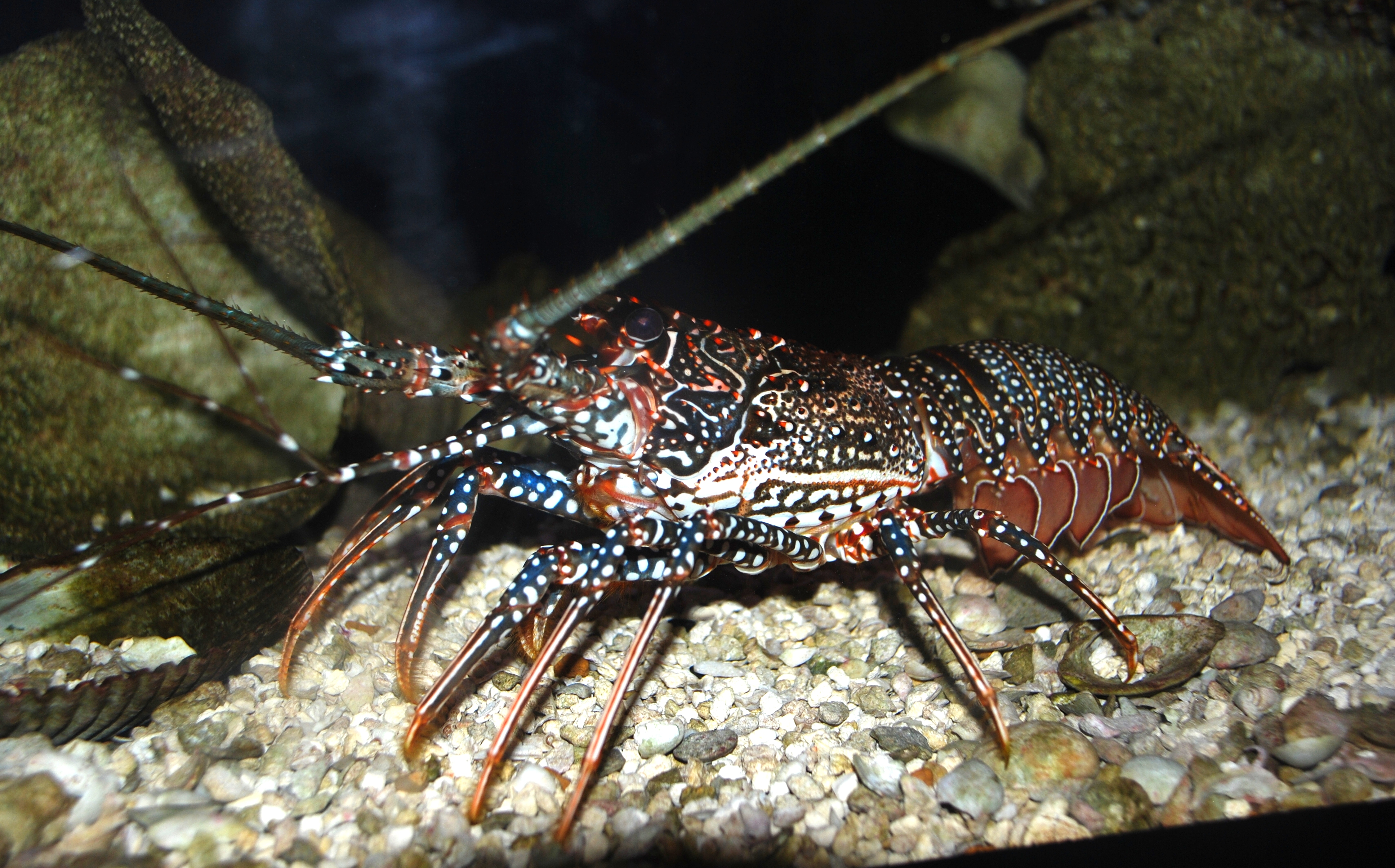
Panulirus guttatus
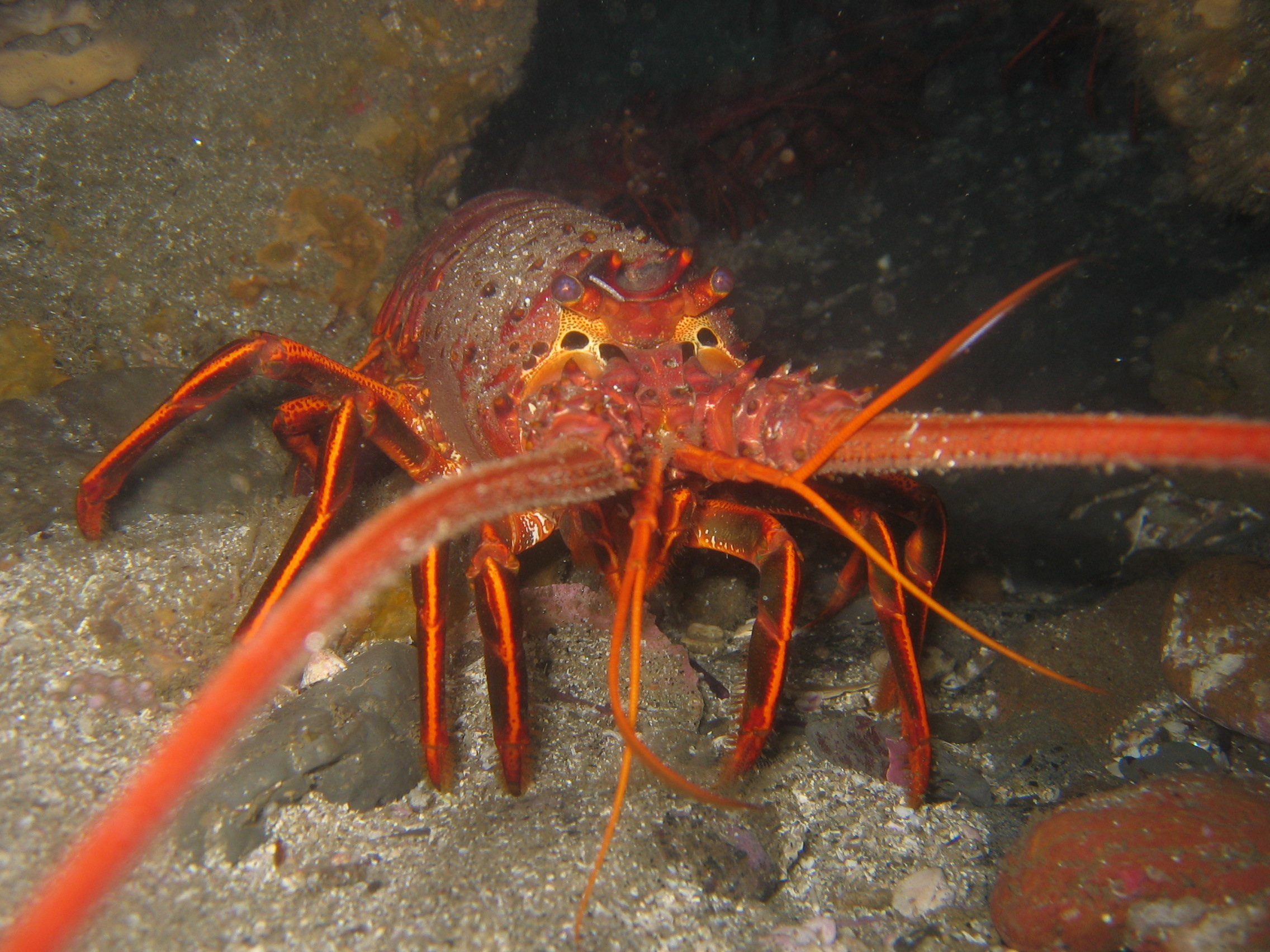
Panulirus interruptus
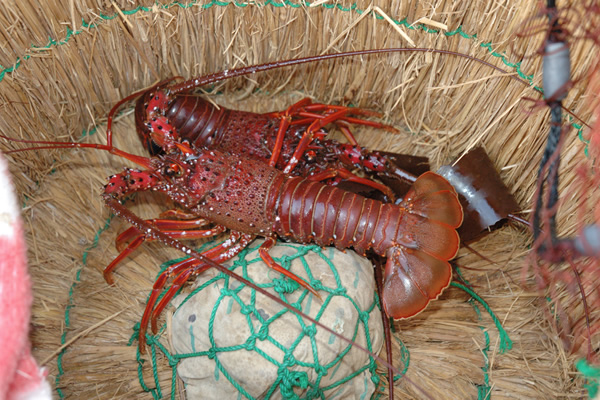
Panulirus japonicus
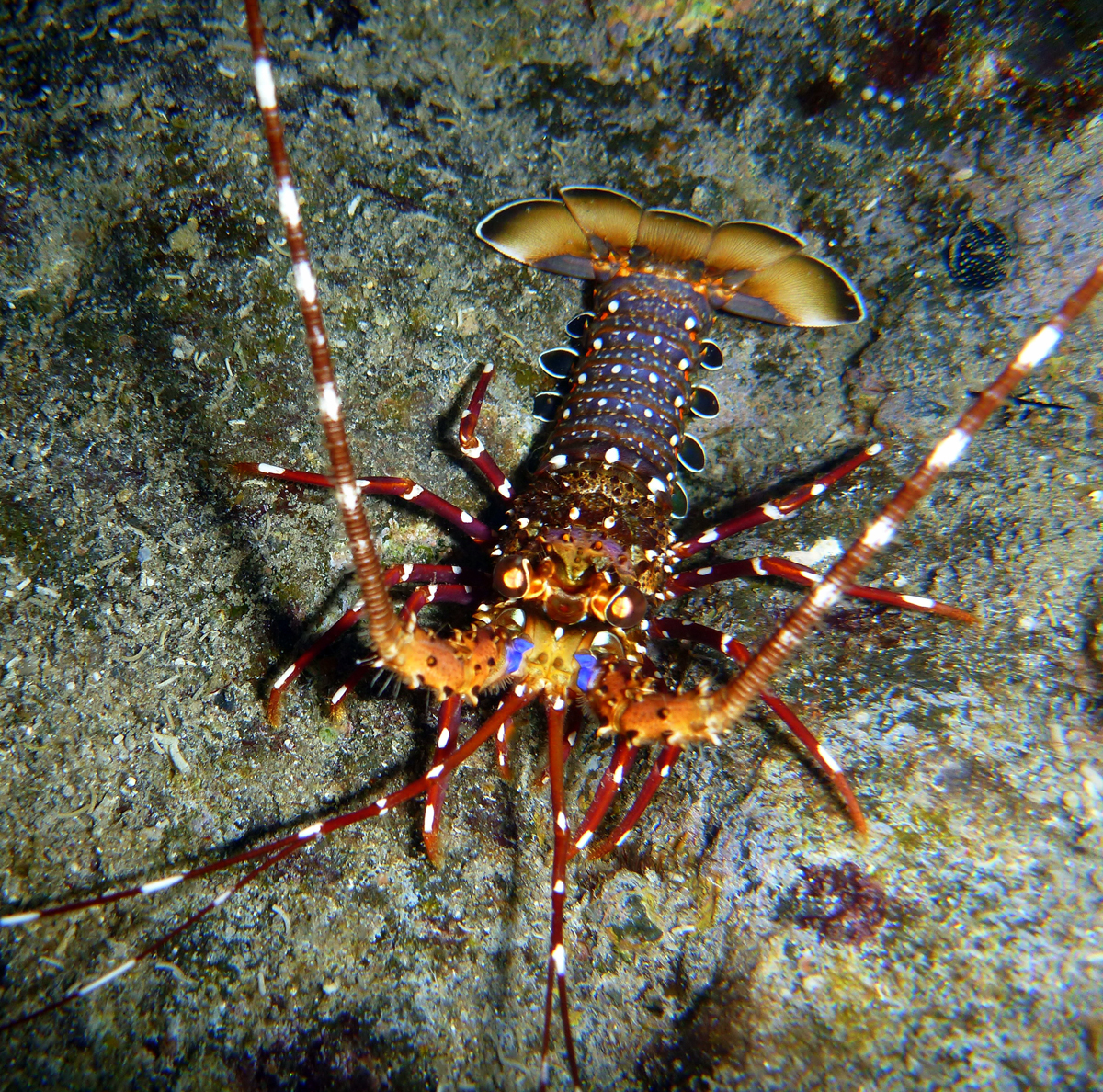
Panulirus longipes
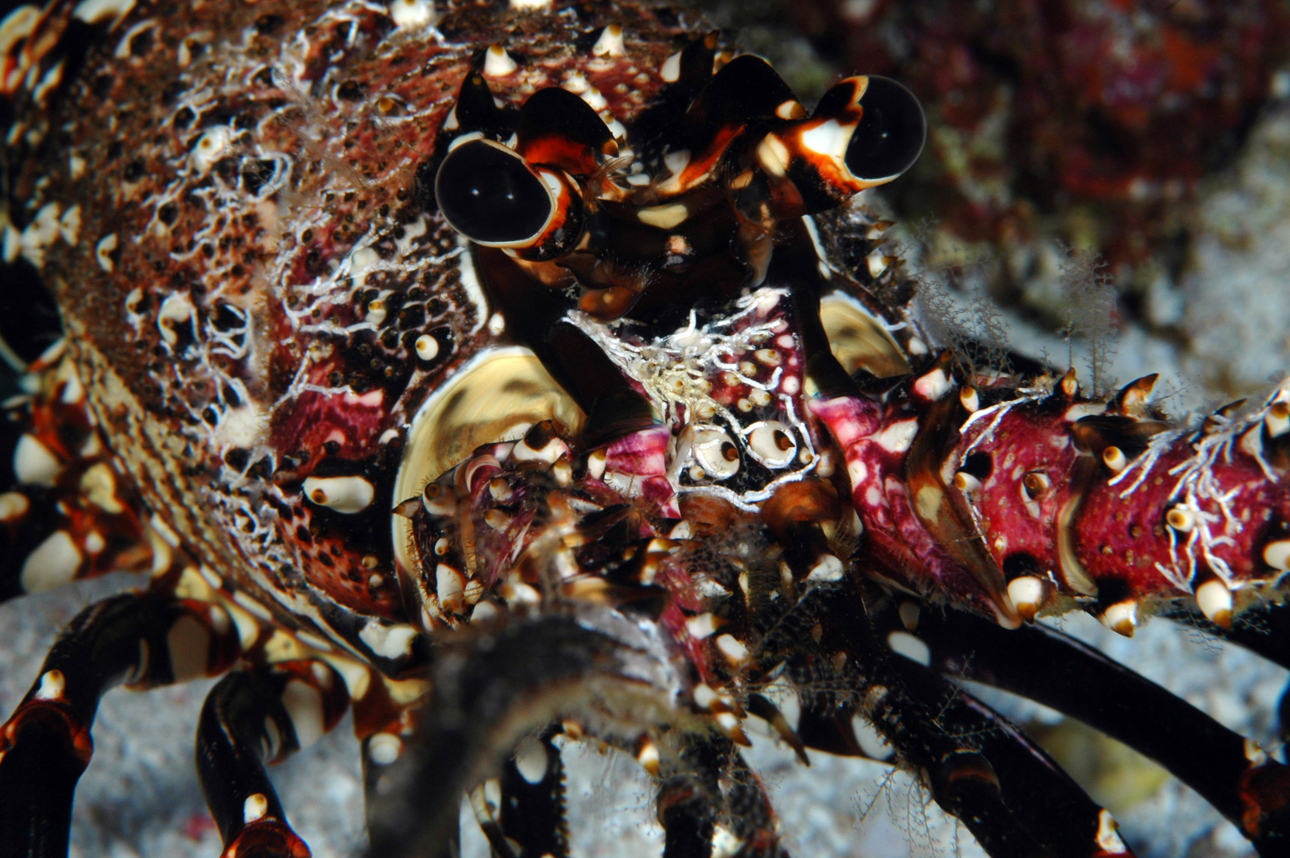
Panulirus marginatus
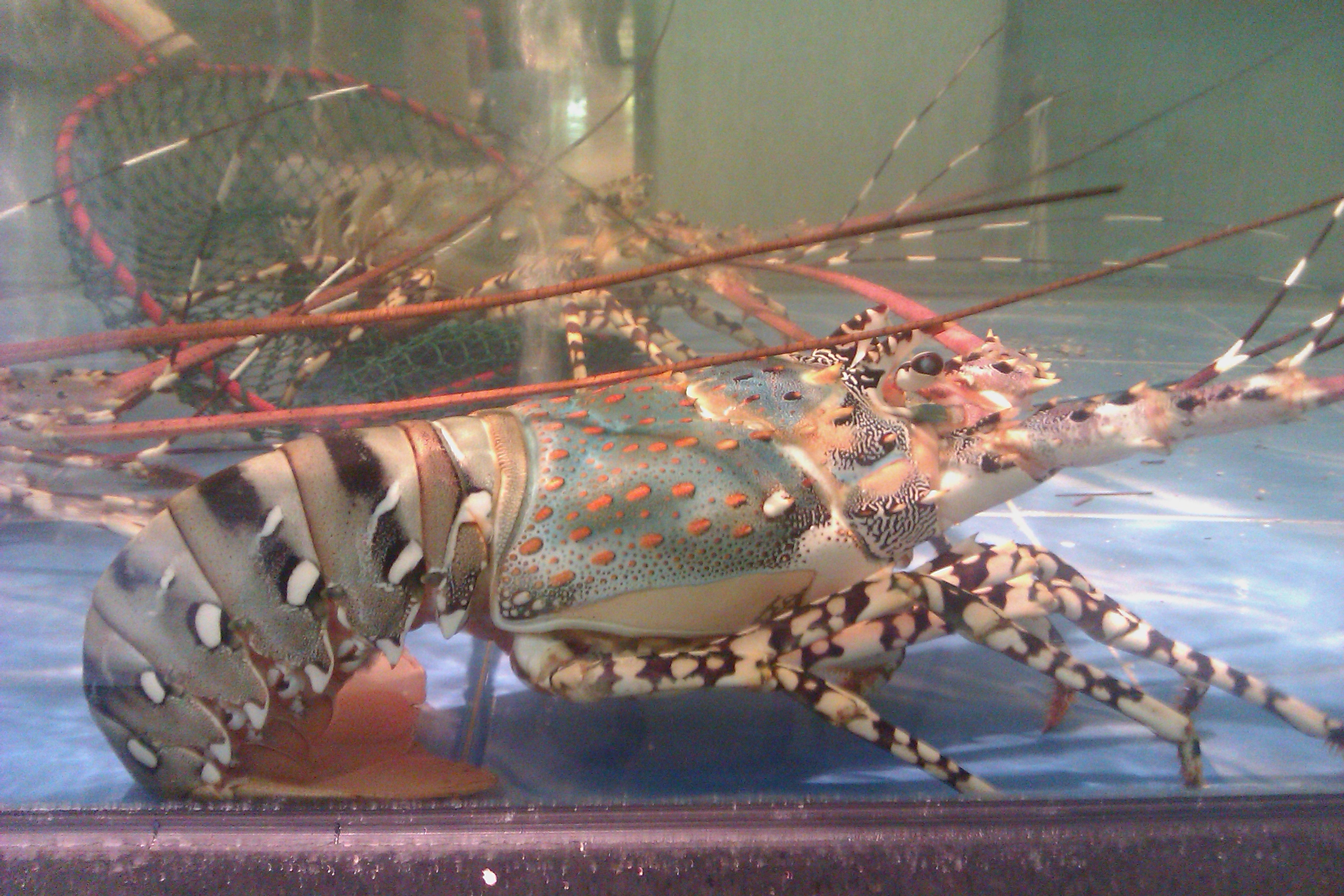
Panulirus ornatus
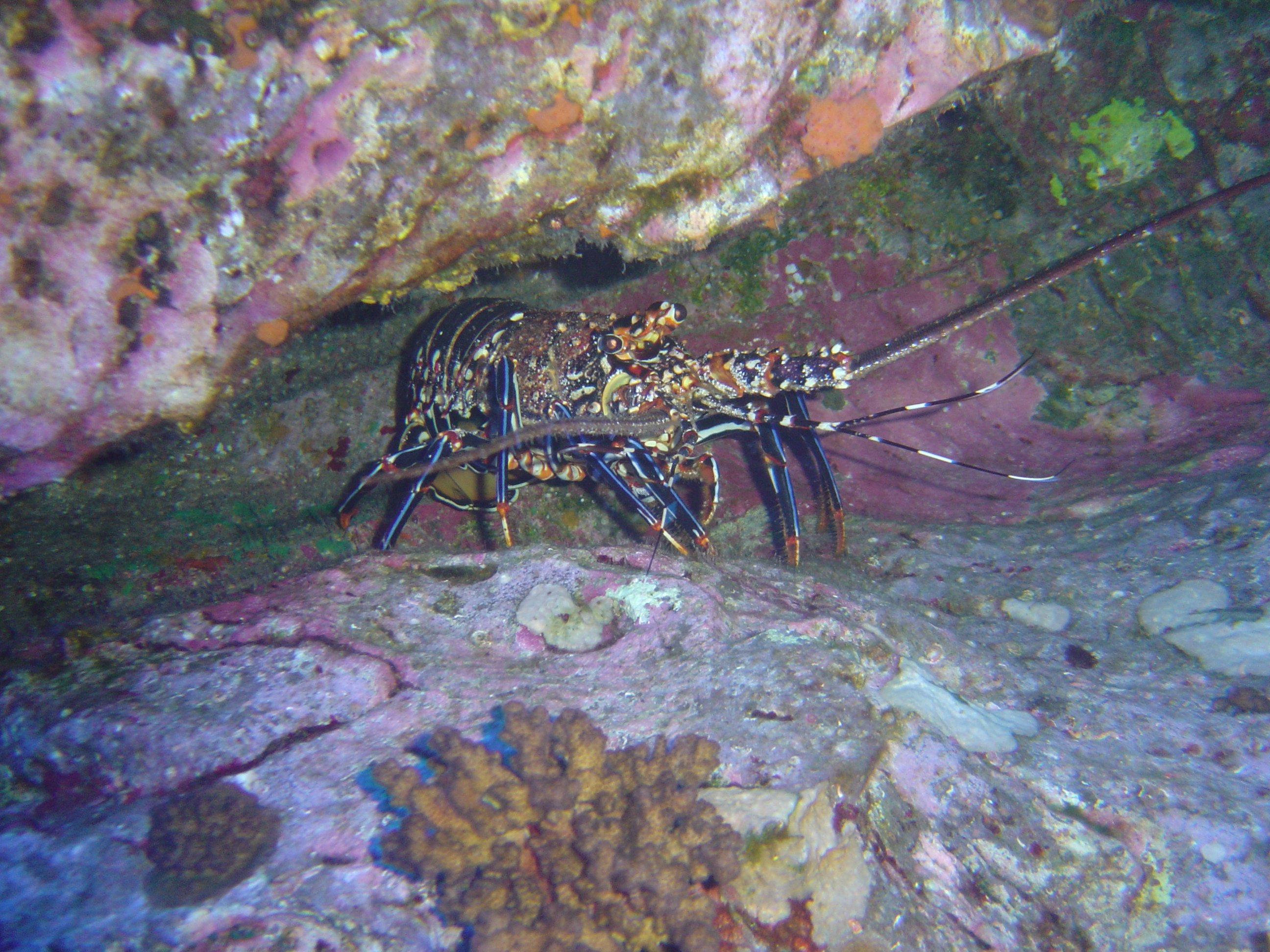
Panulirus pascuensis
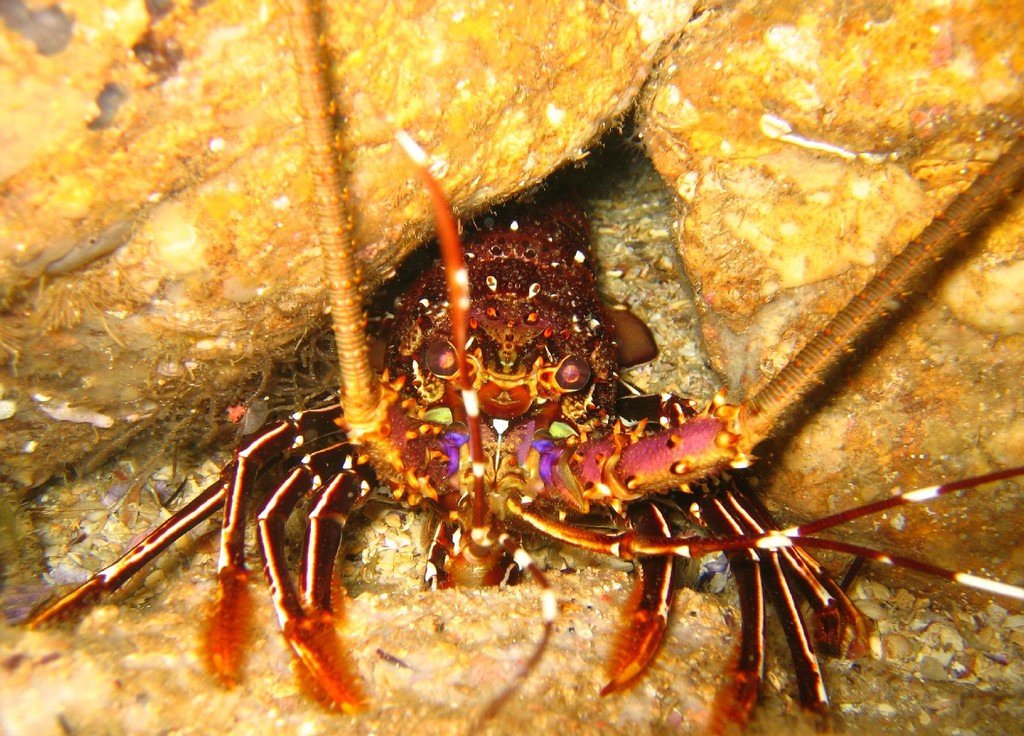
Panulirus penicillatus
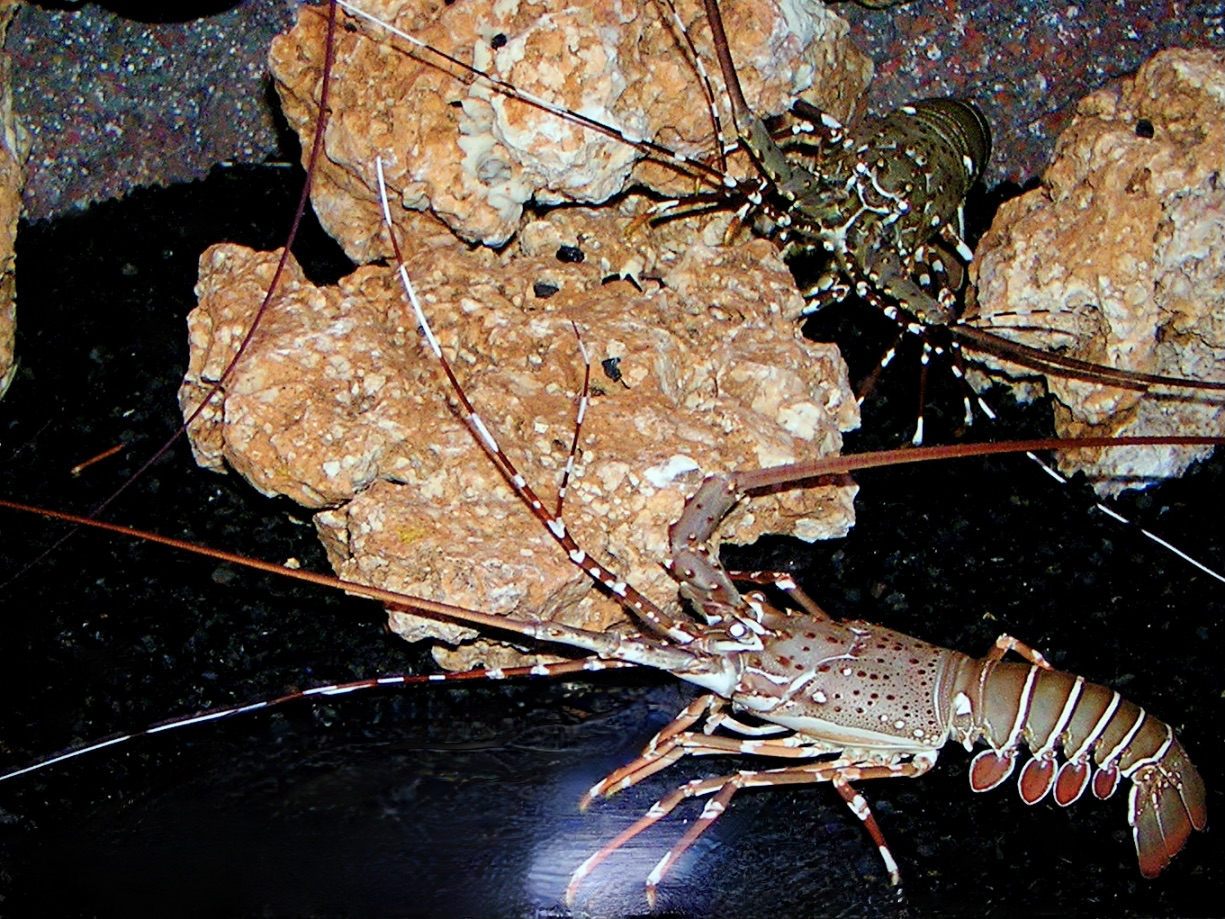
Panulirus polyphagus
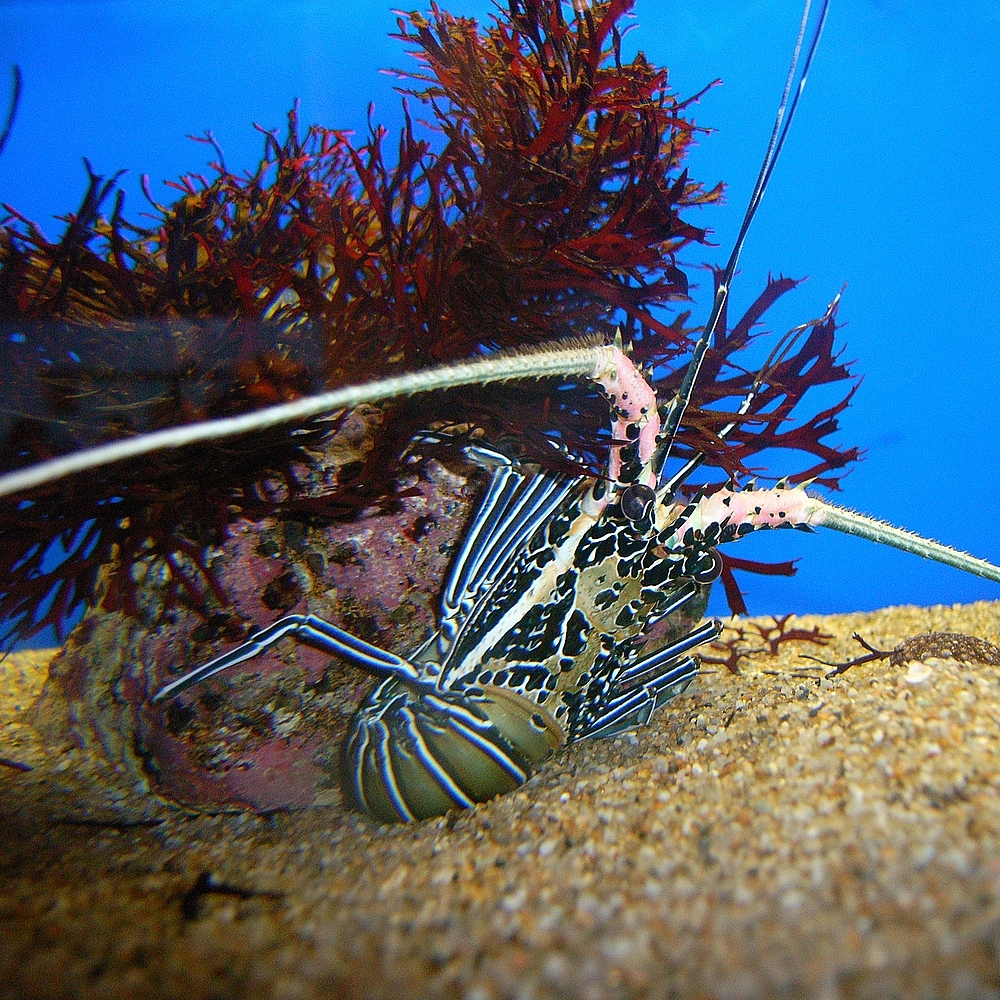
Panulirus versicolor